# Mirko Štifanić
Mirko Štifanić (Fabci, 10. lipnja 1948.) je hrvatski sociolog i publicist. Profesor je na Katedri socijalnog nauka Crkve pri studiju Teologije u Rijeci Katoličkog bogoslovnog fakulteta Sveučilišta u Zagrebu, te na Medicinskom fakultetu u Rijeci. Kao znanstvenik, napose se bavi sociologijom kulture, turizma i zdravstva.
Kao publicist, objavio je više knjiga o društvenim i političkim temama.

## Životopis
Mirko Štifanić je rođen 10. lipnja 1948. godine u mjestu Fabci blizu Poreča u Istri. U Ljubljani diplomirao na Fakultetu za sociologiju, političke znanosti i novinarstvo (FSPN).  Na istom Fakultetu 1985. godine stječe zvanje magistra znanosti iz sociologije, a doktorira na Sveučilištu u Zagrebu s temom iz područja sociologije politike. 
Kao istraživač sudjelovao je u Istraživačkom projektu  “Studenti i društvena samozaštita “, projekt ZIP 1. 301,  1985. – 87. Nakon 1990. god. je glavni istraživač Projekta “Hrvatski etnicitet i obrasci kulturnog ponašanja u istarsko-primorskom području” – projekt P 5-12-177, 1990. – 95. Suradnik je na većem broju znanstvenih istraživanja.
Osim na Teologiji u Rijeci, predaje na Medicinskom fakultetu u Rijeci, pri Katedri za društvene znanosti. 
Kao gostujući nastavnik držao predavanja na Sveučilištu za sociologiju u Trentu, na sveučilištima u Udinama, Bologni i Firenci, te drugim sveučilišnim ustanovama izvan Hrvatske.
Kao publicist, objavljuje na hrvatskom, slovenskom i talijanskom jeziku.

## Djela
Izbor iz djela Mirka Štifanića:
- Društveni aspekti starenja i obolijevanja, Diacovensia, 26 (2018), 3; (članak),
- Što sestre rade na fakultetu!?- Kakve sestre i sestrinstvo trebamo?, Rijeka: Udruga, 2011 (monografija),
- Kultura umiranja, smrti i žalovanja, Rijeka: Adamić, 2009 (monografija),
- Bolesno zdravstvo: osveta privilegiranih, Rijeka: Adamić, 2008 (monografija),
- Zdravstvo po mjeri čovjeka, Rijeka: Adamić, 2008 (monografija),
- Nastanak i razvoj sociologije turizma (znanstveni članak), Društvena istraživanja : časopis za opća društvena pitanja, Vol. 11 No. 6 (62), 2002.
- Sociološki aspekti zdravlja i bolesti (znanstveni članak), Društvena istraživanja : časopis za opća društvena pitanja, Vol. 10 No. 1-2 (51-52), 2001.,
- Novi tehnološko-medicinski kompleks, Tehnologija i razvoj društva, (predavanje, međunarodna recenzija, cjeloviti rad (in extenso), stručni), Građevinski fakultet Sveučilišta u Rijeci ; HKD, 1998.,
- Istra: planet majmuna, ili ljudi? : Hrvatska ante finem? (knjiga), Matica hrvaska Rijeka, 2015.
- Uspon ideologije mržnje: ni mi, ni oni! - Hrvati u rezervatima? (knjiga) Despot infinitus, 2016.,
- Žderači demokracije, (knjiga) Despot infinitus, 2017.,
- Medijsko ratovanje i fašizacija demokracije, (knjiga) Despot infinitus, 2018.,
- Fašizam novoga doba : zapadna, istočna i crvena varijanta,  (knjiga) Despot infinitus, 2020,

## Vanjske poveznice
- Mirko Štifanić, publicistička djela kod "Superknjižara"